# Lauri Tilkanen
Lauri Tilkanen (* 6. November 1987 in Karinainen, Finnland) ist ein finnischer Schauspieler.

## Leben
Tilkanen wuchs mit drei Geschwistern in einer Bauernfamilie in der Gemeinde Karinainen auf. Seine Mutter arbeitet als Sonderlehrerin, sein Vater ist Besitzer einer Futterfirma. Als Kind sang Tilkanen in einem Kinderchor. Andere Hobbys in seiner Kindheit und Jugend waren Skilanglauf, Leichtathletik, Basketball und Eishockey; Letzteres spielte in seinem Leben eine sehr große Rolle. Tilkanen betreibt nach wie vor verschiedene Mannschaftssportarten und spielt Klavier, Gitarre und Schlagzeug. Er verbrachte einen großen Teil seiner Jugend in Turku, wo er im Theater Turun Nuori Teatteri spielte.
Tilkanen nahm im Jahr 2006 ein Studium an der Theaterakademie Helsinki (finn. Teatterikorkeakoulu) auf. Seit 2007 ist er als Schauspieler tätig. 2012 schloss er mit dem Master of Arts (MA) ab.
Tilkanen hat in vier finnischen TV-Serien und sieben Filmen mitgespielt. Die bekanntesten Serien, in denen Tilkanen aufgetreten ist, sind Hovimäki (Hofhügel) und Helppo elämä (Leichtes Leben). In der Serie Hovimäki spielte er den jungen Adligen Väinö Seppä sowie in der dritten Staffel von Helppo Elämä Joonas, einen Juristen. Von ihm besetzte Filmrollen sind Rupert in Skavabölen pojat (Last Cowboy Standing) und Matti Välitalo in Härmä (Once Upon a Time in the North). Tilkanen hat Engagements im Theater Ryhmäteatteri in Helsinki, und in der Improvisationsgruppe Riskiryhmä. Riskiryhmä besteht aus 14 jungen finnischen Schauspielern und drei Musikern.
Tilkanen lebt mit der Schauspielerin Pamela Tola (* 15. Oktober 1981) zusammen, die er bei den Dreharbeiten des Films Härmä im Sommer 2011 kennenlernte.

## Filmografie

### Filme
| Jahr | Kinofilm/Fernsehfilm                               | Rolle               |
| ---- | -------------------------------------------------- | ------------------- |
| 2007 | Katve (Der Schatten)                               | -                   |
| 2009 | Ei kenenkään maa (Enemies Within (EN))             | Asko                |
| 2009 | Skavabölen pojat (Last Cowboy Standing (EN))       | Rupert              |
| 2010 | Paha perhe (Bad Family (EN))                       | Daniel              |
| 2011 | Hiljaisuus (Silence (EN))                          | Antti               |
| 2012 | Härmä (Once Upon a Time in the North (EN))         | Matti Välitalo      |
| 2012 | Juoppuhullun päiväkirja (Tagebuch des Delierenden) | Pena                |
| 2015 | Kätilö – Wildauge                                  | Johannes            |
| 2017 | Tom of Finland                                     | Veli „Nipa“ Mäkinen |
| 2018 | Olavi Virta                                        | Olavi Virta         |
| 2019 | Diva of Finland                                    | Herman Blade        |
| 2019 | Kaksi ruumista rannalla                            | Mäkkynen            |
| 2020 | Teräsleidit                                        | pankkivirkailija    |
| 2022 | Veden vartija                                      | Taro                |
| 2023 | Spede                                              | Jukka Virtanen      |
| 2024 | Luottomies-elokuva: All in                         | Patrick             |
| 2025 | Iurima – taru kolmesta kalastajasta                | Simo                |

### Fernsehserien
| Jahr      | Serie                         | Rolle                |
| --------- | ----------------------------- | -------------------- |
| 1999–2003 | Hovimäki (Hofhügel)           | Väinö Seppä als Kind |
| 2009      | Juurikasvua (Wurzelgewächs)   | Petteri              |
| 2011      | Virta (Strom)                 | Jarkko               |
| 2009–2011 | Helppo elämä (Leichtes Leben) | Joonas               |
| 2014–2015 | Nurses                        | Jarkko Vento         |
| 2018–2021 | Deadwind                      | Sakari Nurmi         |
| 2020–2021 | Hotel Swan Helsinki           | Henrik Svanström     |
| 2020–2025 | Pohjolan laki                 | Matti Pohjola        |
| 2021      | Modernit miehet               | Teemu Heikkinen      |
| 2022      | True Story Suomi              | Tommi                |
| 2022      | Maria Kallio                  | Visa                 |
| 2025      | Parantaja                     | Iiro Valkama         |